# Anthicus spadiceus
Anthicus spadiceus es una especie de coleóptero de la familia Anthicidae.

## Distribución geográfica
Habita en Marruecos.